# 赵步长
赵步长（1942年11月8日—），陕西西安人，汉族，中华人民共和国心血管病专家、药物发明家、步长脑心通发明人。

## 生平
1963年毕业于陕西西安医科大学医疗专业，1973年加入中国共产党。毕业后，他响应号召，自愿报名来到位于中苏交界的新疆阿勒泰支边。1963年的夏天，赵步长动员妻子伍海勤也一起来到荒漠戈壁，二人在新疆工作了18年后，调回咸阳核工业部215医院，做一名普通的大夫。他们俩的四个儿女，都是在新疆出生。
1993年8月趙步長创办咸阳步长制药有限公司，并担任步长集团董事长。2008年起担任全国人大代表。
2016年11月18日步长制药上市，它山东的医药公司，同时也是“家族企业”，属于父子共同创业。步长制药主要从事中成药的研发、生产和销售，主要产品涉及心脑血管疾病中成药领域，也覆盖妇科用药等其他领域。
此外，赵步长的步长集团投资创办了陕西国际商贸学院，承诺为毕业生提供工作。赵步长还为自己收藏的三十余万枚毛主席像章修建了纪念馆、教育基地，免费对外开放。

## 家庭
- 妻子伍海勤：毕业于陕西西安医科大学医疗专业；1963年夏天伍海勤夫婦作為醫生支邊新疆荒漠戈壁18年；夫婦2女2兒都出生於新疆；夫婦1981年调回咸陽核工業部215医院工作，夫婦二人都是该院神经内科的创建人。2006年10月14日伍海勤夫婦聯名出版《脑心同治——心脑血管疾病防治进展》；
- 長女趙驊（1962年-）：曾任咸阳步长制药有限公司供给部总监，2012年至今任山东步长制药股份有限公司物流采购管理中心总监，吉林步长制药有限公司董事长、梅河口步长制药有限公司执行董事。
- 二兒趙濤（1966年1月29日-）：1989年7月毕业于西安医科大学；北京大学国际EMBA碩士毕业。1993年8月，赵涛和父亲趙步長一起注册了咸阳步长制药有限公司，就是今天的步长制药。
  - 孫女趙雨思（1999年8月22日-）：2017年畢業於英國高中，2017年3月31日被史丹佛大學社會學系錄取。因涉嫌录取舞弊丑闻，已被史丹福大学2019年3月开除。
- 三兒趙超（1967年6月25日-）：出生于新疆阿勒泰。1988年毕业于陕西科技大学；北大光华管理学院MBA，西安交通大學應用經濟學專業经济学博士，现任陕西步长集团董事长。
- 四女趙菁（1972年3月1日-）：曾任咸阳步长制药有限公司董事长助理等职务。2012年起任公司董事;现兼任陕西步长制药董事，陕西步长高新制药董事和咸阳步长医药副总经理等职务。

## 争议
2002年，当时任步长制药集团董事长的赵步长2002年向郑筱萸行贿1万美元，以求把脑心通胶囊由地方标准升为国家标准。
新闻报道、宣传材料称，赵步长1992年获得国务院特殊津贴。然而，媒体查阅陕西省政府公报，发现1992年陕西省获得这一津贴的409人名单中并无赵步长的名字。
报道与宣传还称，赵步长发明的脑心通在1993年比利时布鲁塞尔世界发明博览会上赢得尤里卡金奖。然而，媒体查阅报道，发现2003年时王建国声称他发明的天仙丸可以治疗癌症，也获得了尤里卡金奖；当时《武汉晨报》记者向主办方求证，工作人员透露此博览会并不被学术界承认，只要注册、填表、交费、携带产品参会，就可以获奖。
宣传报道称，赵步长研究心脑血管病时，受到“树木虽硬，虫子可以钻洞；土地结实，蚯蚓可以疏通”启发，认为虫子、蚯蚓可以入药以治疗血栓、供血不足，据此发明了含地龙、全蝎、水蛭的脑心通。有媒体质疑称此毫无科学依据。此外，还有人质疑脑心通胶囊违反中医传统理论；胶囊过小、二十余种中药成分含量微不足道。

## 参看
- 步长制药